# يوسف شقرة
يوسف شقرة شاعر جزائري من مواليد مدينة سيدي خالد نشأ وترعرع ودرس وعمل وتزوج بمدينة عنابة،
ترأس فرع اتحاد الكتاب الجزائريين بـعنابة من سنة 1999 إلى سنة 2008 حيث انتخب في مؤتمر سكيكدة سنة 2005 عضوا بالمجلس الوطني ومنه عضوا بالمكتب التنفيذ للاتحاد تحت قيادة الروائي عبد العزيز غرمول الذي استقال في دورة المجلس الوطني الاستثنائية سنة 2008 لينتخب الشاعر يوسف شقرة بالإجماع رئيسا لاتحاد الكتاب الجزائريين لمرحلة انتقالية بعد هذه الاستقالة. كما تم تعيينه نائبا أول للأمين العام لاتحاد الكتاب العرب.
استطاع أن يرفع التجميد عن عضوية الاتحاد في الاتحاد العام للأدباء والكتاب العرب الذي امتد من سنة 2004 بعد النزاع الذي وقع آن ذاك بين رئيس الاتحاد عز الدين ميهوبي وأعضاء مكتبه التنفيذي والمجلس الوطني ودخل أروقة المحاكم لأول مرة في تاريخ الاتحاد، لينتخب الشاعر يوسف شقرة وبصفة رسمية رئيسا لاتحاد الكتاب الجزائريين في مؤتمر 2009 إلى غاية الجمعية العامة التي أقرها القانون الجديد والتي هي بمثابة المؤتمر سابقا والمنعقدة بتاريخ جانفي 2014 لمطابقة قوانين الاتحاد مع قانون الجمعيات الوطني المعدل لتعاد فيه الثقة بالإجماع لفترة أخرى أقرتها الجهات الرسمية وأصدرت بذلك اقرارا رسميا بموجبه أعتمد يوسف شقرة رئيسا لاتحاد الكتاب الجزائريين لفترة جديدة مدتها 5 سنوات بدأ من تاريخ جانفي 2015 وهو يشغل هذا المنصب بصفة رسمية وقانونية إلى يومنا هذا، وخلال هذه الفترة أعاد للاتحاد مكانته.

## مؤلفاته
له من الإصدارات الشعرية:
- زغاريد حب ضائع سنة 1982
- طقوس النار والمطر 1988
- نفحات لفتوحات الكلام 1990 ترجم هذا الديوان إلى اللغة الفرنسية
- أحلام الهدهد 2005
- المدارات 2008

الإقامات ديوان شعري مشترك مع الشاعر التونسي جمال جلاصي 2008
- اليوسفيات نهاية 2017
- له العديد من المخطوطات الشعرية والمشاركات العربية والدولية وأوسمة استحقاق وتكريمات.